# Atlético Sport Aviação
Atlético Sport Aviação – angolski klub piłkarski z siedzibą w mieście Luanda. Został założony w 1953.
Dwóch piłkarzy tego klubu reprezentowało Angolę na mistrzostwach świata 2006: Jamba i Love.

## Sukcesy
- Mistrzostwo Angoli (3 razy): 2002, 2003, 2004
- Puchar Angoli (2 razy): 1995, 2005
- Superpuchar Angoli (4 razy): 1996, 2003, 2004, 2005

## Stadion
Klub rozgrywa swoje mecze na Estádio Joaquim Dinis, który pomieścić może 10 000 widzów.